# Дрезден (округ)
Округ Дрезден был образован в 1952 году после ликвидации земель на территории Германской Демократической Республики как один из 15 округов.
Он состоял из 15 районов, 2 городов окружного подчинения и 594 коммун. В связи с воссозданием земель он был ликвидирован в 1990 году. Воссоздан примерно в тех же границах в 2008 году как Дирекционный округ Дрезден.

## Города окружного подчинения
- Дрезден (226 км², 516 200 жителей)
- Гёрлиц (26 км², 81 400 жителей)

## Районы
- Баутцен (690 км², 126 600 жителей)
- Бишофсверда (316 км², 68 500 жителей)
- Диппольдисвальде (458 км², 45 700 жителей)
- Дрезден-Ланд (357 км², 112 900 жителей)
- Фрайталь (314 км², 87 000 жителей)
- Гёрлиц (359 км², 31 200 жителей)
- Гроссенхайн (453 км², 42 000 жителей)
- Каменц (617 км², 61 900 жителей)
- Лёбау (400 км², 100 500 жителей)
- Майсен (506 км², 124 000 жителей)
- Низки (521 км², 39 900 жителей)
- Пирна (521 км², 118 900 жителей)
- Риза (368 км², 100 800 жителей)
- Зебниц (351 км², 54 100 жителей)
- Циттау (256 км², 95 300 жителей)